# Картамыш
Картамыш (укр. Картамиш) — село, Картамышский сельский совет, Первомайский район, Харьковская область.
Код КОАТУУ — 6324584201. Население по переписи 2001 года составляет 388 (179/209 м/ж) человек.
Является административным центром Картамышского сельского совета, в который, кроме того, входят сёла
Крутоярка,
Лозовское,
Николаевка и
Степовое.

## Географическое положение
Село Картамыш находится на расстоянии в 2,5 км от реки Берека (левый берег).
На расстоянии в 3 км расположены сёла Крутоярка и Николаевка.

## История
- 1931 — дата основания.

## Экономика
- Птице-товарная ферма.
- «Картамыш», сельскохозяйственное ПП, ООО.
- «Суворовец», сельскохозяйственное ООО.

## Объекты социальной сферы
- Фельдшерско-акушерский пункт.

## Достопримечательности
- Братская могила советских воинов. Похоронено 95 воинов.